# Леді ночі
Леді ночі (англ. Lady of the Night) — американська мелодрама режисера Монта Белла 1925 року.

## Сюжет
Вічні теми — любов, взаємність, самопожертва заради коханої людини. І в кого шукати щастя — в того, хто любить чи у того, кого любимо… Норма Ширер грає відразу дві ролі, дві протилежності — витончену дівчину з вищого суспільства і просту вульгарну дівчину з низів.

## У ролях
- Норма Ширер — Моллі Хельмер / Флоренс Беннінг
- Малкольм МакГрегор — Девід Пейдж
- Дейл Фуллер — міс Карр — тітка Флоренс
- Джордж К. Артур — «Кремезний» Данн
- Фред Есмельтон — суддя Беннінг
- Лью Гарві — Кріс Хельмер — батько Моллі
- Гвен Лі — подруга Моллі
- Бетті Моріссей — подруга Моллі

## Цікаві факти
- За часів зйомок фільму режисера Монта Белл і Норми Ширер був роман, і напевно ті почуття, які переповнювали їх, знайшли своє відображення на екрані.
- Джоан Кроуфорд підміняла Ширер на зйомках, коли було необхідно показувати одночасно двох її героїнь. Крім того, тут можна спостерігати дебют Гвен Лі.